# 加藤ゆか
加藤 ゆか（かとう ゆか、1986年10月30日 - ）は、日本の元競泳選手。種目はバタフライ。ドルフィンキックによるスプリント力が代名詞となっている。2012年ロンドンオリンピック400mメドレーリレー銅メダリスト。

## 来歴
愛知県豊川市出身。豊川市立三蔵子小学校時代にジュニアオリンピックで優勝、桜丘中学校・高等学校に進学し、中学校時代には全国中学校水泳競技大会では3位に入ったこともある。しかし、高校ではコーチとの人間関係の影響等で伸び悩み、インターハイでの最高順位は4位だった。神田忠彦コーチとの出会いで山梨学院大学商学部商学科に進学。大学卒業後は東京スイミングセンターに所属して平井伯昌コーチの指導を受けている。
2006年アジア競技大会(ドーハ)に於いて、女子50mバタフライで銅メダルを獲得。2007年世界水泳、ユニバーシアード日本代表。
2007年7月29日、山梨県内の競技会にて女子50メートルバタフライの日本記録を0.03秒更新。
2008年4月16日、日本選手権水泳競技大会競泳女子100mバタフライ決勝で2位に入り、派遣標準記録を突破した為、北京オリンピック日本代表に即時内定。そして6月のジャパンオープンでは50mでレーザー・レーサーを着て、100mでは日本製の水着を着て二冠を達成。本番では23位。予選敗退に終わる。一方中村礼子、北川麻美、上田春佳との400mメドレーリレーでは日本新を出して6位となった。オリンピック後の2008年9月6日、日本学生選手権水泳競技大会競泳女子100mバタフライ決勝にて、日本新記録を樹立。
2011年4月に行われた世界水泳代表選考会の50mバタフライで日本新記録を樹立して優勝。つづく100mバタフライでも日本記録を樹立して優勝。5月のジャパンオープン50mバタフライでは日本記録で優勝。
2012年夏のロンドンオリンピックでは、女子4×100mメドレーリレー決勝で第3泳者（バタフライ）を務め、総合タイムでそれまでの同種目の日本記録を2秒近く縮めた記録で銅メダルを獲得。
同年9月3日、豊川市は加藤に「スポーツ特別功労賞」を授与することを決定した。同賞は、加藤の活躍によって豊川市出身者から初の五輪メダリストが誕生したことを記念して新設されたもので、加藤が初の受賞者となった。
2013年11月、短水路ワールドカップ東京大会に出場。50mバタフライ及び100mバタフライで短水路日本新記録を樹立。その後の記者会見にて現役引退を表明、国内トップのまま選手人生を終えた。引退後は東京SC職員として一般人を対象にした水泳教室などで指導することを表明。

### 引退後
2014年4月1日付で板橋区の非常勤職員となる。きっかけは2013年9月に板橋区スポーツ大使に就任し、スポーツを通じたプロモーション活動をしている。
2015年9月、佐藤久佳と結婚。